# Cabinet Osswald I

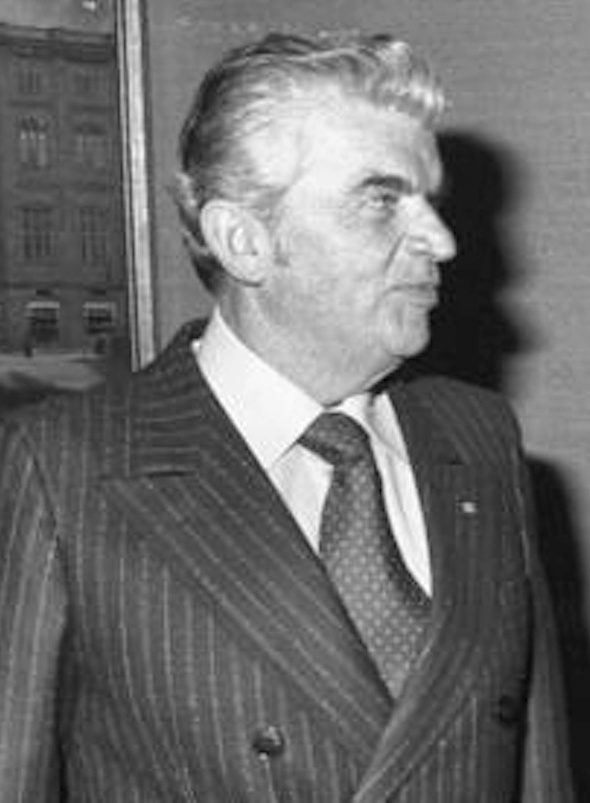
Le ministre-président de Hesse, Albert Osswald, en 1975, lors d'une visite à la présidence fédérale, à Bonn.

Le premier cabinet d'Albert Osswald était le gouvernement du Land de Hesse (Allemagne) entre le 22 octobre 1969 et le 16 décembre 1970.
Il était soutenu par le seul Parti social-démocrate d'Allemagne (SPD) et dirigé par Albert Osswald.
Il a succédé au cinquième cabinet de Georg August Zinn et a été remplacé par le cabinet Osswald II.

## Composition
| Poste                                                               | Ministre | Ministre              | Parti |
| ------------------------------------------------------------------- | -------- | --------------------- | ----- |
| Ministre-président                                                  |          | Albert Osswald        | SPD   |
| Vice-Ministre-Président Ministre de l'Économie et de la Technologie |          | Rudi Arndt            | SPD   |
| Vice-Ministre-Président Ministre de l'Intérieur                     |          | Johannes Strelitz     | SPD   |
| Ministre de l'Agriculture et des Forêts                             |          | Tassilo Tröscher      | SPD   |
| Ministre des Finances                                               |          | Erwin Lang            | SPD   |
| Ministre de la Justice                                              |          | Karl Hemfler          | SPD   |
| Ministre de la Culture                                              |          | Ludwig von Friedeburg | SPD   |
| Ministre des Affaires sociales                                      |          | Horst Schmidt         | SPD   |